# Raphael Ravenscroft
Raphael Ravenscroft (4. juni 1954 i Stoke-on-Trent - 19. oktober 2014 i Exeter) var en engelsk saxofonist, hvis optræden omfattede arbejde med ABBA, America (band), Kim Carnes, Marvin Gaye, Mike Oldfield, Pink Floyd, Robert Plant, Bonnie Tyler, og mest kendt Gerry Rafferty, hvor han spillede den markante saxofonsolo på "Baker Street".